# Rogojny (gmina Świętajno)
Rogojny – wieś w Polsce położona w województwie warmińsko-mazurskim, w powiecie oleckim, w gminie Świętajno.
W latach 1975–1998 miejscowość administracyjnie należała do województwa suwalskiego.